# 張普
張 普（ちょう ふ）は小説『三国志演義』に登場する架空の人物。
石亭の戦いにおいて曹休の将軍として登場する。曹休軍の先鋒となって呉軍を攻めるが、呉の徐盛に一騎討ちを挑むが敵わず撤退する。その後、曹休の命により石亭の南に2万の兵を率いて伏せるが、これは陸遜に看破されており、朱桓の軍に攻められて出会い頭に一刀の元に斬り殺された。